# Sick of It
«Sick of It» — первый сингл с альбома Rise христианской-рок-группы Skillet. Релиз сингла состоялся 8 апреля 2013 года на SoundCloud, 9 апреля того же года был выпущен на iTunes Store, а 23 апреля он уже звучал на американской радиостанции US rock radio.

## О песне
Незадолго до релиза полноформатного альбома ведущий вокалист Джон Купер заявил: «Ситуации, подобные взрывам на Бостонском марафоне, шокируют, но не так, мне кажется, как если бы это однажды случилось из-за всех тех страшных вещей, которые случаются в наши дни. И я думаю, „вы шутите?“. Нам всем осточертели эти трагедии. У песни гневное звучание, сама по себе она агрессивна, но это то, что мы чувствуем обо всех этих вещах».

## Отзывы
Сильви Лесас из издания Evigshed выразила уверенность в том, что песня пополнит список «сногсшибательных» хитов Skillet.

## Позиция в чартах
| Чарт                    | Высшая позиция |
| ----------------------- | -------------- |
| Hot Christian Songs     | 20             |
| Christian Digital Songs | 1              |
| Rock Airplay            | 36             |
| Hot Rock Songs Airplay  | 22             |

## Участники записи
- Джон Купер — ведущий вокал, бас-гитара
- Кори Купер — ритм-гитара, клавишные, бэк-вокал
- Джен Леджер — ударные, бэк-вокал
- Сет Моррисон — соло-гитара